# STRAW - Senza uscita
STRAW - Senza uscita (Straw) è un film del 2025 scritto e diretto da Tyler Perry.

## Trama
Janiyah Wiltkinson è una cassiera di un supermercato, squattrinata e con una figlia malata.
Dopo una giornata disastrosa, si ritrova senza casa e senza lavoro, e perde la custodia della figlia. Durante una lite con il suo capo, che si rifiuta di pagarle la liquidazione, assiste ad una rapina nella quale muoiono sia il rapinatore che il principale.
Recuperato il suo assegno, si reca in banca per incassarlo, ma qui viene scambiata per una rapinatrice. Inizia così una lunga e drammatica trattativa con la polizia, che non sa se trattare Janiyah come una criminale o semplicemente come una donna sfortunata.

## Distribuzione
Il film è stato distribuito in streaming sulla piattaforma Netflix il 6 giugno 2025.